# Brunbukig busktyrann
Brunbukig busktyrann (Myiotheretes fuscorufus) är en fågel i familjen tyranner inom ordningen tättingar.

## Utseende och läte
Brunbukig busktyrann är en subtilt tecknad rödbrun tyrann. Ovansidan är gråbrun med rödaktiga vingband, medan undersidan är varmt rödbrun. Genom ögat syns ett svagt svart ögonstreck. Lätet består av en serie med korta studsande toner följt av en slutpunkt.

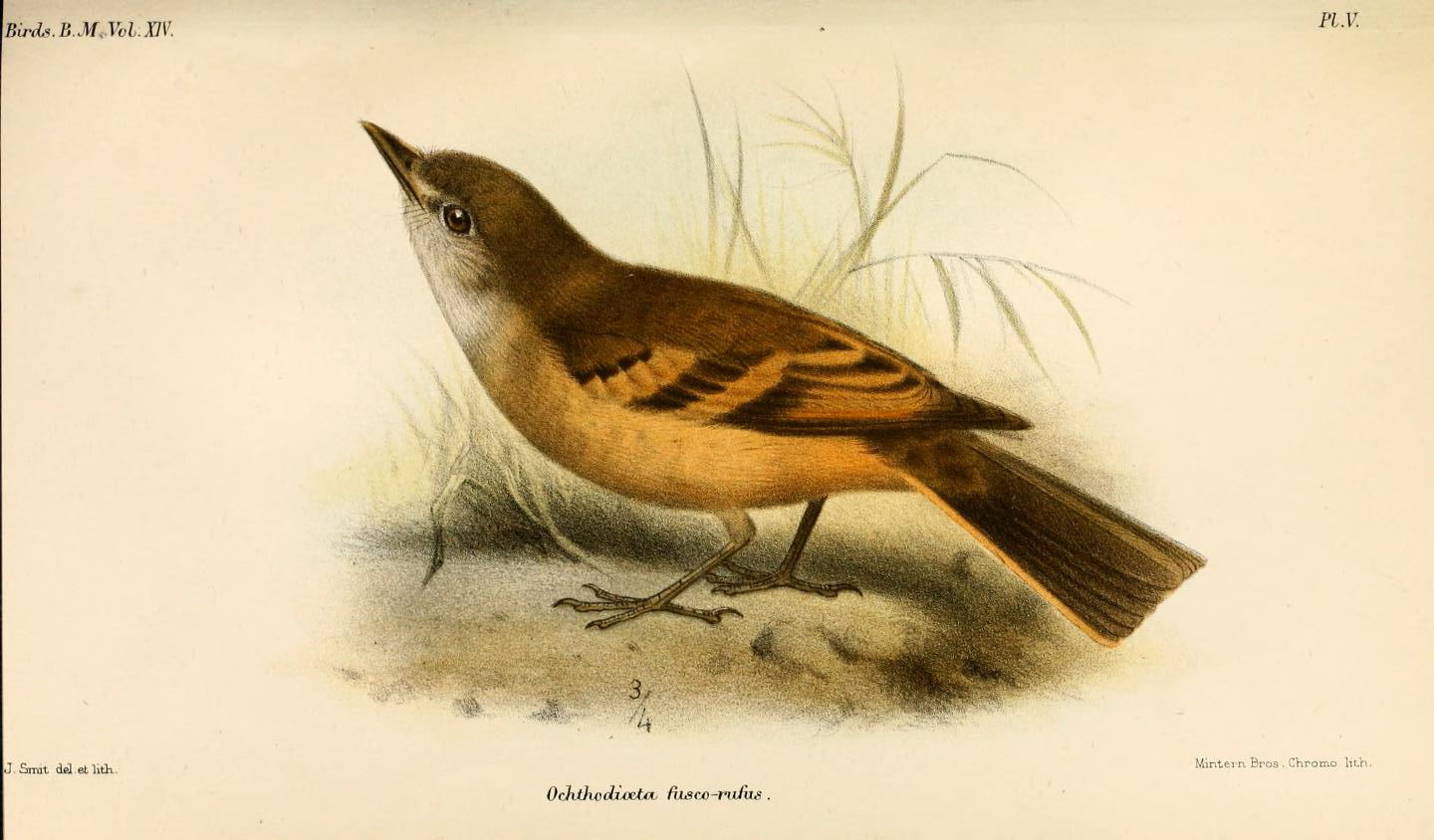

## Utbredning och systematik
Fågeln förekommer utmed Andernas östsluttning från södra Peru (Pasco) till västra Bolivia. Den behandlas som monotypisk, det vill säga att den inte delas in i några underarter.

## Levnadssätt
Brunbukig busktyrann hittas i höglänta bergsskogar. Där ses den sitta upprätt i en busktopp eller på en exponerad gren kring skogsbryn och gläntor.

## Status och hot
Arten har ett stort utbredningsområde, men tros minska i antal, dock inte tillräckligt kraftigt för att den ska betraktas som hotad. Internationella naturvårdsunionen IUCN listar arten som livskraftig (LC).